# Euxiphidiopsis
Euxiphidiopsis is een geslacht van rechtvleugeligen uit de familie sabelsprinkhanen (Tettigoniidae). De wetenschappelijke naam van dit geslacht is voor het eerst geldig gepubliceerd in 1993 door Gorochov als ondergeslacht van het geslacht Xiphidiopsis. De typesoort van het geslacht is Xiphidiopsis (Euxiphidiopsis) motshulskyi Gorochov, 1993.

## Synoniemen
- Paraxiphidiopsis Gorochov, 1993
- Paraxizicus Gorochov & Kang, 2005

## Soorten
Het geslacht Euxiphidiopsis omvat de volgende soorten:
- Euxiphidiopsis brevicercus (Gorochov & Kang, 2005)
- Euxiphidiopsis capricercus (Tinkham, 1943)
- Euxiphidiopsis damingshanensis Shi &Han, 2014
- Euxiphidiopsis erromena Shi & Mao, 2014
- Euxiphidiopsis eversmanni (Gorochov, 1993)[1]
- Euxiphidiopsis forcipus (Shi & Chen, 2002)
- Euxiphidiopsis lacusicercus (Shi, Zheng & Jiang, 1995)
- Euxiphidiopsis haudlata (Gorochov, 1994)
- Euxiphidiopsis motshulskyi (Gorochov, 1993)[1]
- Euxiphidiopsis nigrovittata (Bey-Bienko, 1962)
- Euxiphidiopsis quadridentata Liu & Zhang, 2000
- Euxiphidiopsis sinensis (Tinkham, 1944)
- Euxiphidiopsis singulus (Shi, Bian & Chang, 2011)
- Euxiphidiopsis spathulata (Mao & Shi, 2007)
- Euxiphidiopsis trilobus (Shi, Bian & Chang, 2011)
- Euxiphidiopsis zubovskyi (Gorochov, 1993)[1]